# Valeria viola
Valeria viola är en fjärilsart som beskrevs av Emilio Berio 1973. Valeria viola ingår i släktet Valeria och familjen nattflyn. Inga underarter finns listade i Catalogue of Life.